# 미카타사키촌
미카타사키촌(三方崎村)은 니가타현 니시칸바라군에 설치되었던 촌이다.